# Lot (oppervlaktemaat)
Een lot is een strook grond of veen.
De afmetingen van een lot waren niet over hetzelfde; niet alleen de breedte van een lot was variërend, maar ook de lengte daarvan. Een lot was vaak in de breedte aan één zijde begrensd door een wijk of sloot terwijl zij aan de andere kant begrensd was door een ander lot. De lengte daarentegen begon bij een weg of water en eindigde op een afstand "zover men kon verdedigen". Vanzelf sprekend gaf deze benaming van lengtebegrenzing soms aanleiding tot misverstanden en ruzie.
De term werd onder andere veel gebruikt bij de vervening in de Groninger veenkoloniën in de 16e tot de 20e eeuw.